# Cthulhu
Cthulhu er et fiktivt kosmisk væsen skabt af gyserforfatteren H.P. Lovecraft.
Cthulhu er af racen Great Old Ones, der levede på jorden som levende guder før menneskenes fremkomst.
Lovecraft skabte mytologien omkring Cthulhu i sine historier, mest uddybet i historien The Call of Cthulhu (1927), der beskriver hvordan et skib i en storm mister kursen og lander på en ø i det sydlige Stillehav. Besætningen finder Cthulhu sovende i en underjordisk hule.

## Myten
Chtulhu er afkom af de to rumvæsener Fader Dagon, og Moder Hydra kaldet De ældre, som engang var tjenere for De ydre. De levede i fred, men da de begyndte at lære sort Magi, og sit eget sprog, blev De Ydre vrede og der blev en stor krig mellem De Ældre, og De Ydre. De Ældre blev sendt ned i undervandsbyen R'lyeh, hvor de fik Cthulhu. Det siges, at når stjernerne står rigtigt på himlen, kommer The Great Old Ones op, og terroriserer Mennesket.
I sine drømme overtager Cthulhu langsomt menneskenes vilje og forsøger dermed at få dem til at foranstalte religiøse ceremonier der vil vække den til live igen. I Lovecrafts historier optræder mange samfund og selskaber der således prøver at vække guddommen til live, f.eks. i The Dunwich Horror og The Shadow over Innsmouth.